# غافيلانس (آبلة)
بلدية غافيلانس (بالإسبانية: Gavilanes) هي بلدية تقع في مقاطعة آبلة التابعة لمنطقة قشتالة وليون وسط إسبانيا.

## الديموغرافيا
يبلغ عدد سكان بلدية غافيلانس 649 نسمة عام 2011 (وفقاً للمعهد الوطني للإحصاء الإسباني).
| 751 | 745 | 716 | 695 | 644 | 631 | 649 |